# Viața e frumoasă (film din 1997)
Viața e frumoasă (în italiană La vita è bella) este o tragicomedie italiană din 1997 regizată de Roberto Benigni, care interpretează rolul principal:  Guido Orefice, un evreu italian, își folosește imaginația pentru a-și proteja copilul de ororile care au loc în lagărele naziste prin care trec. Filmul a fost un succes de critică și financiar, Benigni câștigând Premiul Oscar pentru cel mai bun actor în 1999, precum și premiile Oscar pentru Cea mai bună coloană sonoră și Cel mai bun film străin.

## Distribuție
- Roberto Benigni - Guido Orefice
- Nicoletta Braschi - Dora
- Giorgio Cantarini - Joshua
- Giustino Durano - Unchiul Eliseo
- Horst Buchholz - doctorul Lessing
- Marisa Paredes - mama Dorei
- Sergio Bustric - Ferruccio
- Amerigo Fontani - Rodolfo

## Legături externe
- Site web oficial
- Life Is Beautiful la Internet Movie Database
- Life Is Beautiful la AllRovi
- Life Is Beautiful la Box Office Mojo
- en Colecție de articole critice despre  Life Is Beautiful la Metacritic.com
- Life Is Beautiful la Rotten Tomatoes